# Полоцк (станция)
Полоцк (бел. Полацк) — железнодорожная станция Белорусской железной дороги, расположенная в Полоцке.
Через станцию осуществляются пассажирские перевозки на Минск, Витебск, Гомель, Ригу, Москву, Санкт-Петербург, Калининград.

## История
Вокзал был торжественно открыт 24 мая 1866 года, когда было открыто движение поездов по Двинско-Витебской железной дороге (позднее ставшей частью Риго-Орловской железной дороги). Первоначальное здание вокзала не сохранилось, однако строился он по типовому для Динабургской железной дороги проекту вместе с вокзалами в Верхнедвинске и Шумилине, сохранившимися до настоящего времени. Позднее здание вокзала претерпевало неоднократные реконструкции и перестройки. Здание было двухэтажным из красного кирпича. На первом этаже размещались кассы, залы ожидания и администрация, на втором — квартиры для работников станции.
К началу XX века через Полоцк проходит Болого-Седлецкая линия и город превращается в крупный железнодорожный узел. В дополнение к уже существовавшим направлениям на Ригу (на северо-запад) и Витебск (юго-восток), открывается движение к станции Бологое Николаевской железной дороги (на северо-восток) и далее на Санкт-Петербург, а также на Молодечно (юго-запад) и далее до Седлеца. Из-за интенсивности движения возникает необходимость строительства в Полоцке второго железнодорожного вокзала в районе Громы. К старому же зданию вокзала тогда пристраиваются два флигеля. В это время в Полоцк прибывали пассажирские поезда из Двинска, Риги, Варшавы, Витебска, Москвы, Орла, Санкт-Петербурга и Седлеца.
В период Второй мировой войны здание вокзала было полностью разрушено, кроме того, была сильно разрушена линия Полоцк — Псков, которая после окончания войны так и не была восстановлена. Тем не менее, к концу 1944 года было восстановлено движение по всем остальным направлениям. В 1952 году было построено новое двухэтажное здание в стиле советского монументального классицизма. В последней трети XX века из-за возросшего числа пассажиров и составов было принято решение о строительстве нового здания вокзала, которое было построено рядом с послевоенным, в котором после реконструкции 2002 года разместился ресторан, пригородные кассы и зал таможенного оформления.
Ежедневно станция Полоцк обслуживает около 5 тыс. пассажиров на региональных, межрегиональных и международных линиях.

## Деятельность
- продажа пассажирских билетов[4];
- прием и выдача багажа;
- консультации по условиям перевозки грузов (в том числе скоропортящихся, негабаритных, тяжеловесных грузов);
- предварительный расчет провозных платежей;
- предоставление вагонов и контейнеров для перевозки грузов;
- оформление перевозочных документов;
- оформление электронного перевозочного документа по территории Республики Беларусь с применением электронной цифровой подписи;
- перевеска грузов на вагонных весах;
- уведомление грузополучателя о подходе груза, переадресовка грузов по заявлению грузоотправителей, грузополучателей в страны СНГ и Балтии;
- реализация пломб (ЗПУ), пломбирование вагонов и контейнеров[5].

## Пассажирское движение

### Поезда дальнего следования
По состоянию на декабрь 2023 года вокзал отправляет и принимает поезда следующих направлений:
| № поезда | Маршрут движения              | № поезда | Маршрут движения              |
| -------- | ----------------------------- | -------- | ----------------------------- |
| 605Б     | Полоцк — Брест                | 606Б     | Брест — Полоцк                |
| 705Б     | Полоцк — Могилёв              | 706Б     | Могилёв — Полоцк              |
| 869Ф     | Полоцк — Минск                | 869Б     | Минск — Полоцк                |
| 657Б     | Полоцк — Брест                | 658Б     | Брест — Полоцк                |
| 626Б     | Витебск — Минск               | 625Б     | Минск — Витебск               |
| 639Б     | Полоцк — Орша                 | 640Б     | Орша — Полоцк                 |
| 079Ч     | Санкт-Петербург — Калининград | 080Ч     | Калининград — Санкт-Петербург |

Пригородные дизель-поезда связывают Полоцк с Витебском, Молодечно, Крулевщизной, Поставами, Алёщей и Бигосовым. До сентября 2008 года также действовали пригородные поезда, следовавшие на территорию Псковской области до Великих Лук и Новосокольников. В последние годы на этих маршрутах использовались рельсовые автобусы РА2 Октябрьской железной дороги. Впоследствии маршруты этих поездов были сокращены до приграничной станции Алёща, а в период с 2014 по 2024 годы их движение не осуществлялось вовсе.